# Dark Medieval Times
Albums de Satyricon
The Shadowthrone
(1994)
Dark Medieval Times est le premier album studio du groupe de Black metal norvégien Satyricon. L'album est sorti au printemps 1994 sous le label Moonfog Productions.

## Musiciens
- Satyr - Chant, Guitares, Basse
- Frost - Batterie
- Torden - Claviers

## Liste des morceaux
1. Walk the Path of Sorrow – 8:18
2. Dark Medieval Times – 8:11
3. Skyggedans – 3:55
4. Min Hyllest Til Vinterland – 4:29
5. Into the Mighty Forest – 6:18
6. The Dark Castle in the Deep Forest – 6:22
7. Taakeslottet – 5:54